# Ütközetben eltűnt
Az Ütközetben eltűnt (eredeti cím: Missing in Action) 1984-ben bemutatott amerikai akciófilm, melyet Joseph Zito rendezett Chuck Norris főszereplésével. A film a vietnámi háborúban játszódik. A filmet az 1985-ben kiadott Ütközetben eltűnt 2. – A kezdet című előzményfilm követte. 1988-ban elkészítették a film harmadik részét Ütközetben eltűnt 3. címmel.
A film koncepciója James Cameron 1983-ban írt filmötletéből származik, amiből a nagy sikerű Rambo: Első vér II (1985) című film készült. Ez magyarázza a Rambo és az Ütközetben eltűnt című film hasonló cselekményét. Cameron forgatókönyve inspirálta a Cannon csoport képviselőit, akik leforgatták az Ütközetben eltűnt című film első két részét, melyeket, éppen két hónappal a Rambo bemutatója előtt mutattak be, hogy így elkerüljék a szerzői jogi pereket.
A kritikusok negatív fogadtatása ellenére a film kereskedelmileg sikeres volt, és Chuck Norris egyik legnépszerűbb filmjévé vált. Ez volt Chuck Norris első filmje is a The Cannon Group-pal.
Braddock ezredes tíz évvel korábban megszökött a vietnámi háborús fogolytáborból, és visszatér Vietnámba, hogy megtalálja azokat a katonákat, akik a vietnámi háborúban eltűnt személyek listáján szerepelnek.

## Cselekmény
James Braddock ezredes egy amerikai katonatiszt, aki hét évet töltött az Észak-Vietnámi hadifogoly táborban, ahonnan tíz évvel ezelőtt megszökött. A legvéresebb háború után Braddock elkísér egy kormányzati nyomozócsoportot Ho Si Minh-városába, hogy ellenőrizzenek bizonyos jelentéseket, amik szerint még mindig fogva tartanak amerikaiakat. Braddock megszerzi a bizonyítékot, mielőtt Thaiföldre utazna, ahol találkozik a háborús veterán Tuckkal, aki már a fekete piaccal foglalkozik. Együtt indulnak küldetésre a dzsungel mélyére, hogy kiszabadítsák az amerikaiakat Trau tábornok kezéből.

## Szereplők
- Chuck Norris – James Braddock ezredes (Gáspár Sándor)
- M. Emmet Walsh – Tuck (Kránitz Lajos)
- David Tress – Porter szenátor (Áron László)
- Lenore Kasdorf – Ann (Liptai Claudia)
- James Hong – Trau tábornok (Cs. Németh Lajos)
- Vinh – Ernie Ortega (Botár Endre)

## Fordítás
- Ez a szócikk részben vagy egészben  a   Missing in Action (film) című angol Wikipédia-szócikk fordításán alapul.  Az eredeti cikk szerkesztőit annak laptörténete sorolja fel. Ez a jelzés csupán a megfogalmazás eredetét és a szerzői jogokat jelzi, nem szolgál a cikkben szereplő információk forrásmegjelöléseként.